# Zasoby informacyjne
Zasoby informacyjne – informacje publiczne o szczególnym znaczeniu dla rozwoju innowacyjności w państwie i rozwoju społeczeństwa informacyjnego.
Według rozporządzenia Unii Europejskiej 2022/2554 zasoby informacyjne oznaczają zbiór informacji, w formie materialnej albo niematerialnej, który jest wart ochrony.